# Kỳ Liên, Hải Bắc
Kỳ Liên (chữ Hán giản thể: 祁连县) là một huyện thuộc Châu tự trị dân tộc Tạng Hải Bắc, tỉnh Thanh Hải, Cộng hòa Nhân dân Trung Hoa. Kỳ Liên bắc và đông giáp tỉnh Cam Túc. Huyện này có diện tích 15610 km2, dân số năm 2002 là 40.000 người, chủ yếu là người Hán. Mã số bưu chính là 810400. Huyện lỵ đóng tại trấn Bát Bảo. Về mặt hành chính, huyện này được chia thành 3 trấn, 5 hương.
- Trấn: Bát Bảo, Nga Bảo, Mặc Lặc.
- Hương: Kha Kha Lý, A Nhu, Trát Ma Thập, Dã Ngưu Câu và Trát Lặc Mục.

## Khí hậu
| Dữ liệu khí hậu của Kỳ Liên, elevation 2.787 m (9.144 ft), (1991–2020 normals) | Dữ liệu khí hậu của Kỳ Liên, elevation 2.787 m (9.144 ft), (1991–2020 normals) | Dữ liệu khí hậu của Kỳ Liên, elevation 2.787 m (9.144 ft), (1991–2020 normals) | Dữ liệu khí hậu của Kỳ Liên, elevation 2.787 m (9.144 ft), (1991–2020 normals) | Dữ liệu khí hậu của Kỳ Liên, elevation 2.787 m (9.144 ft), (1991–2020 normals) | Dữ liệu khí hậu của Kỳ Liên, elevation 2.787 m (9.144 ft), (1991–2020 normals) | Dữ liệu khí hậu của Kỳ Liên, elevation 2.787 m (9.144 ft), (1991–2020 normals) | Dữ liệu khí hậu của Kỳ Liên, elevation 2.787 m (9.144 ft), (1991–2020 normals) | Dữ liệu khí hậu của Kỳ Liên, elevation 2.787 m (9.144 ft), (1991–2020 normals) | Dữ liệu khí hậu của Kỳ Liên, elevation 2.787 m (9.144 ft), (1991–2020 normals) | Dữ liệu khí hậu của Kỳ Liên, elevation 2.787 m (9.144 ft), (1991–2020 normals) | Dữ liệu khí hậu của Kỳ Liên, elevation 2.787 m (9.144 ft), (1991–2020 normals) | Dữ liệu khí hậu của Kỳ Liên, elevation 2.787 m (9.144 ft), (1991–2020 normals) | Dữ liệu khí hậu của Kỳ Liên, elevation 2.787 m (9.144 ft), (1991–2020 normals) |
| Tháng                                                                          | 1                                                                              | 2                                                                              | 3                                                                              | 4                                                                              | 5                                                                              | 6                                                                              | 7                                                                              | 8                                                                              | 9                                                                              | 10                                                                             | 11                                                                             | 12                                                                             | Năm                                                                            |
| ------------------------------------------------------------------------------ | ------------------------------------------------------------------------------ | ------------------------------------------------------------------------------ | ------------------------------------------------------------------------------ | ------------------------------------------------------------------------------ | ------------------------------------------------------------------------------ | ------------------------------------------------------------------------------ | ------------------------------------------------------------------------------ | ------------------------------------------------------------------------------ | ------------------------------------------------------------------------------ | ------------------------------------------------------------------------------ | ------------------------------------------------------------------------------ | ------------------------------------------------------------------------------ | ------------------------------------------------------------------------------ |
| Trung bình ngày tối đa °C (°F)                                                 | −2.4 (27.7)                                                                    | 2.0 (35.6)                                                                     | 7.0 (44.6)                                                                     | 12.5 (54.5)                                                                    | 16.2 (61.2)                                                                    | 19.5 (67.1)                                                                    | 21.7 (71.1)                                                                    | 20.9 (69.6)                                                                    | 17.1 (62.8)                                                                    | 11.5 (52.7)                                                                    | 4.9 (40.8)                                                                     | −1.3 (29.7)                                                                    | 10.8 (51.5)                                                                    |
| Trung bình ngày °C (°F)                                                        | −12.4 (9.7)                                                                    | −8.2 (17.2)                                                                    | −2.6 (27.3)                                                                    | 3.7 (38.7)                                                                     | 8.0 (46.4)                                                                     | 11.8 (53.2)                                                                    | 13.9 (57.0)                                                                    | 12.9 (55.2)                                                                    | 8.7 (47.7)                                                                     | 2.2 (36.0)                                                                     | −5.2 (22.6)                                                                    | −11.3 (11.7)                                                                   | 1.8 (35.2)                                                                     |
| Tối thiểu trung bình ngày °C (°F)                                              | −19.7 (−3.5)                                                                   | −16.0 (3.2)                                                                    | −10.0 (14.0)                                                                   | −3.4 (25.9)                                                                    | 1.2 (34.2)                                                                     | 5.3 (41.5)                                                                     | 7.7 (45.9)                                                                     | 6.8 (44.2)                                                                     | 2.9 (37.2)                                                                     | −4.2 (24.4)                                                                    | −12.2 (10.0)                                                                   | −18.3 (−0.9)                                                                   | −5.0 (23.0)                                                                    |
| Lượng Giáng thủy trung bình mm (inches)                                        | 1.3 (0.05)                                                                     | 1.4 (0.06)                                                                     | 7.3 (0.29)                                                                     | 17.2 (0.68)                                                                    | 51 (2.0)                                                                       | 72.2 (2.84)                                                                    | 100 (3.9)                                                                      | 96.3 (3.79)                                                                    | 66.7 (2.63)                                                                    | 15.2 (0.60)                                                                    | 2.3 (0.09)                                                                     | 0.4 (0.02)                                                                     | 431.3 (16.95)                                                                  |
| Số ngày giáng thủy trung bình (≥ 0.1 mm)                                       | 2.2                                                                            | 2.8                                                                            | 6.4                                                                            | 7.8                                                                            | 13.3                                                                           | 17.2                                                                           | 18.3                                                                           | 18.4                                                                           | 14.8                                                                           | 7.1                                                                            | 2.0                                                                            | 0.7                                                                            | 111                                                                            |
| Số ngày tuyết rơi trung bình                                                   | 3.4                                                                            | 4.8                                                                            | 9.5                                                                            | 9.1                                                                            | 5.0                                                                            | 0.3                                                                            | 0                                                                              | 0.1                                                                            | 0.8                                                                            | 6.0                                                                            | 3.2                                                                            | 2.0                                                                            | 44.2                                                                           |
| Độ ẩm tương đối trung bình (%)                                                 | 45                                                                             | 42                                                                             | 44                                                                             | 47                                                                             | 53                                                                             | 59                                                                             | 64                                                                             | 67                                                                             | 65                                                                             | 57                                                                             | 48                                                                             | 47                                                                             | 53                                                                             |
| Số giờ nắng trung bình tháng                                                   | 218.9                                                                          | 208.0                                                                          | 235.9                                                                          | 246.2                                                                          | 254.7                                                                          | 238.8                                                                          | 241.4                                                                          | 236.8                                                                          | 220.5                                                                          | 245.4                                                                          | 232.2                                                                          | 220.0                                                                          | 2.798,8                                                                        |
| Phần trăm nắng có thể                                                          | 71                                                                             | 68                                                                             | 63                                                                             | 62                                                                             | 58                                                                             | 54                                                                             | 54                                                                             | 57                                                                             | 60                                                                             | 72                                                                             | 78                                                                             | 75                                                                             | 64                                                                             |
| Nguồn: China Meteorological Administration                                     |                                                                                |                                                                                |                                                                                |                                                                                |                                                                                |                                                                                |                                                                                |                                                                                |                                                                                |                                                                                |                                                                                |                                                                                |                                                                                |

| Dữ liệu khí hậu của Tuolei, Qilian, elevation 3.367 m (11.047 ft), (1991–2020 normals) | Dữ liệu khí hậu của Tuolei, Qilian, elevation 3.367 m (11.047 ft), (1991–2020 normals) | Dữ liệu khí hậu của Tuolei, Qilian, elevation 3.367 m (11.047 ft), (1991–2020 normals) | Dữ liệu khí hậu của Tuolei, Qilian, elevation 3.367 m (11.047 ft), (1991–2020 normals) | Dữ liệu khí hậu của Tuolei, Qilian, elevation 3.367 m (11.047 ft), (1991–2020 normals) | Dữ liệu khí hậu của Tuolei, Qilian, elevation 3.367 m (11.047 ft), (1991–2020 normals) | Dữ liệu khí hậu của Tuolei, Qilian, elevation 3.367 m (11.047 ft), (1991–2020 normals) | Dữ liệu khí hậu của Tuolei, Qilian, elevation 3.367 m (11.047 ft), (1991–2020 normals) | Dữ liệu khí hậu của Tuolei, Qilian, elevation 3.367 m (11.047 ft), (1991–2020 normals) | Dữ liệu khí hậu của Tuolei, Qilian, elevation 3.367 m (11.047 ft), (1991–2020 normals) | Dữ liệu khí hậu của Tuolei, Qilian, elevation 3.367 m (11.047 ft), (1991–2020 normals) | Dữ liệu khí hậu của Tuolei, Qilian, elevation 3.367 m (11.047 ft), (1991–2020 normals) | Dữ liệu khí hậu của Tuolei, Qilian, elevation 3.367 m (11.047 ft), (1991–2020 normals) | Dữ liệu khí hậu của Tuolei, Qilian, elevation 3.367 m (11.047 ft), (1991–2020 normals) |
| Tháng                                                                                  | 1                                                                                      | 2                                                                                      | 3                                                                                      | 4                                                                                      | 5                                                                                      | 6                                                                                      | 7                                                                                      | 8                                                                                      | 9                                                                                      | 10                                                                                     | 11                                                                                     | 12                                                                                     | Năm                                                                                    |
| -------------------------------------------------------------------------------------- | -------------------------------------------------------------------------------------- | -------------------------------------------------------------------------------------- | -------------------------------------------------------------------------------------- | -------------------------------------------------------------------------------------- | -------------------------------------------------------------------------------------- | -------------------------------------------------------------------------------------- | -------------------------------------------------------------------------------------- | -------------------------------------------------------------------------------------- | -------------------------------------------------------------------------------------- | -------------------------------------------------------------------------------------- | -------------------------------------------------------------------------------------- | -------------------------------------------------------------------------------------- | -------------------------------------------------------------------------------------- |
| Trung bình ngày tối đa °C (°F)                                                         | −5.9 (21.4)                                                                            | −1.7 (28.9)                                                                            | 3.2 (37.8)                                                                             | 8.9 (48.0)                                                                             | 12.5 (54.5)                                                                            | 16.1 (61.0)                                                                            | 18.5 (65.3)                                                                            | 18.1 (64.6)                                                                            | 14.2 (57.6)                                                                            | 7.7 (45.9)                                                                             | 0.8 (33.4)                                                                             | −4.7 (23.5)                                                                            | 7.3 (45.2)                                                                             |
| Trung bình ngày °C (°F)                                                                | −16.8 (1.8)                                                                            | −12.2 (10.0)                                                                           | −6.6 (20.1)                                                                            | 0.0 (32.0)                                                                             | 4.7 (40.5)                                                                             | 8.9 (48.0)                                                                             | 11.4 (52.5)                                                                            | 10.6 (51.1)                                                                            | 5.7 (42.3)                                                                             | −1.8 (28.8)                                                                            | −9.6 (14.7)                                                                            | −15.6 (3.9)                                                                            | −1.8 (28.8)                                                                            |
| Tối thiểu trung bình ngày °C (°F)                                                      | −25.4 (−13.7)                                                                          | −21.3 (−6.3)                                                                           | −15.2 (4.6)                                                                            | −7.9 (17.8)                                                                            | −2.6 (27.3)                                                                            | 2.2 (36.0)                                                                             | 5.2 (41.4)                                                                             | 4.2 (39.6)                                                                             | −0.9 (30.4)                                                                            | −9.0 (15.8)                                                                            | −17.4 (0.7)                                                                            | −23.7 (−10.7)                                                                          | −9.3 (15.2)                                                                            |
| Lượng Giáng thủy trung bình mm (inches)                                                | 1.4 (0.06)                                                                             | 1.2 (0.05)                                                                             | 3.2 (0.13)                                                                             | 8.9 (0.35)                                                                             | 36.9 (1.45)                                                                            | 66.4 (2.61)                                                                            | 93.3 (3.67)                                                                            | 66.5 (2.62)                                                                            | 34.2 (1.35)                                                                            | 8.5 (0.33)                                                                             | 1.4 (0.06)                                                                             | 0.7 (0.03)                                                                             | 322.6 (12.71)                                                                          |
| Số ngày giáng thủy trung bình (≥ 0.1 mm)                                               | 2.3                                                                                    | 1.7                                                                                    | 3.7                                                                                    | 5.8                                                                                    | 10.0                                                                                   | 15.0                                                                                   | 17.4                                                                                   | 14.8                                                                                   | 9.8                                                                                    | 4.0                                                                                    | 1.8                                                                                    | 1.0                                                                                    | 87.3                                                                                   |
| Số ngày tuyết rơi trung bình                                                           | 3.1                                                                                    | 2.8                                                                                    | 5.0                                                                                    | 7.9                                                                                    | 9.4                                                                                    | 2.8                                                                                    | 0.5                                                                                    | 0.5                                                                                    | 2.8                                                                                    | 5.1                                                                                    | 2.4                                                                                    | 1.5                                                                                    | 43.8                                                                                   |
| Độ ẩm tương đối trung bình (%)                                                         | 45                                                                                     | 40                                                                                     | 40                                                                                     | 44                                                                                     | 51                                                                                     | 59                                                                                     | 64                                                                                     | 64                                                                                     | 62                                                                                     | 53                                                                                     | 49                                                                                     | 46                                                                                     | 51                                                                                     |
| Số giờ nắng trung bình tháng                                                           | 225.4                                                                                  | 214.4                                                                                  | 248.0                                                                                  | 262.4                                                                                  | 276.6                                                                                  | 257.4                                                                                  | 256.5                                                                                  | 256.8                                                                                  | 247.8                                                                                  | 263.9                                                                                  | 236.2                                                                                  | 223.4                                                                                  | 2.968,8                                                                                |
| Phần trăm nắng có thể                                                                  | 74                                                                                     | 70                                                                                     | 66                                                                                     | 66                                                                                     | 62                                                                                     | 58                                                                                     | 57                                                                                     | 62                                                                                     | 67                                                                                     | 77                                                                                     | 79                                                                                     | 77                                                                                     | 68                                                                                     |
| Nguồn: China Meteorological Administration                                             |                                                                                        |                                                                                        |                                                                                        |                                                                                        |                                                                                        |                                                                                        |                                                                                        |                                                                                        |                                                                                        |                                                                                        |                                                                                        |                                                                                        |                                                                                        |

| Dữ liệu khí hậu của Dã Ngưu Câu, Kỳ Liên, elevation 3.314 m (10.873 ft), (1991–2020 normals) | Dữ liệu khí hậu của Dã Ngưu Câu, Kỳ Liên, elevation 3.314 m (10.873 ft), (1991–2020 normals) | Dữ liệu khí hậu của Dã Ngưu Câu, Kỳ Liên, elevation 3.314 m (10.873 ft), (1991–2020 normals) | Dữ liệu khí hậu của Dã Ngưu Câu, Kỳ Liên, elevation 3.314 m (10.873 ft), (1991–2020 normals) | Dữ liệu khí hậu của Dã Ngưu Câu, Kỳ Liên, elevation 3.314 m (10.873 ft), (1991–2020 normals) | Dữ liệu khí hậu của Dã Ngưu Câu, Kỳ Liên, elevation 3.314 m (10.873 ft), (1991–2020 normals) | Dữ liệu khí hậu của Dã Ngưu Câu, Kỳ Liên, elevation 3.314 m (10.873 ft), (1991–2020 normals) | Dữ liệu khí hậu của Dã Ngưu Câu, Kỳ Liên, elevation 3.314 m (10.873 ft), (1991–2020 normals) | Dữ liệu khí hậu của Dã Ngưu Câu, Kỳ Liên, elevation 3.314 m (10.873 ft), (1991–2020 normals) | Dữ liệu khí hậu của Dã Ngưu Câu, Kỳ Liên, elevation 3.314 m (10.873 ft), (1991–2020 normals) | Dữ liệu khí hậu của Dã Ngưu Câu, Kỳ Liên, elevation 3.314 m (10.873 ft), (1991–2020 normals) | Dữ liệu khí hậu của Dã Ngưu Câu, Kỳ Liên, elevation 3.314 m (10.873 ft), (1991–2020 normals) | Dữ liệu khí hậu của Dã Ngưu Câu, Kỳ Liên, elevation 3.314 m (10.873 ft), (1991–2020 normals) | Dữ liệu khí hậu của Dã Ngưu Câu, Kỳ Liên, elevation 3.314 m (10.873 ft), (1991–2020 normals) |
| Tháng                                                                                        | 1                                                                                            | 2                                                                                            | 3                                                                                            | 4                                                                                            | 5                                                                                            | 6                                                                                            | 7                                                                                            | 8                                                                                            | 9                                                                                            | 10                                                                                           | 11                                                                                           | 12                                                                                           | Năm                                                                                          |
| -------------------------------------------------------------------------------------------- | -------------------------------------------------------------------------------------------- | -------------------------------------------------------------------------------------------- | -------------------------------------------------------------------------------------------- | -------------------------------------------------------------------------------------------- | -------------------------------------------------------------------------------------------- | -------------------------------------------------------------------------------------------- | -------------------------------------------------------------------------------------------- | -------------------------------------------------------------------------------------------- | -------------------------------------------------------------------------------------------- | -------------------------------------------------------------------------------------------- | -------------------------------------------------------------------------------------------- | -------------------------------------------------------------------------------------------- | -------------------------------------------------------------------------------------------- |
| Trung bình ngày tối đa °C (°F)                                                               | −5.1 (22.8)                                                                                  | −1.3 (29.7)                                                                                  | 3.3 (37.9)                                                                                   | 8.5 (47.3)                                                                                   | 11.8 (53.2)                                                                                  | 15.1 (59.2)                                                                                  | 17.4 (63.3)                                                                                  | 16.9 (62.4)                                                                                  | 13.3 (55.9)                                                                                  | 7.4 (45.3)                                                                                   | 1.2 (34.2)                                                                                   | −3.7 (25.3)                                                                                  | 7.1 (44.7)                                                                                   |
| Trung bình ngày °C (°F)                                                                      | −16.3 (2.7)                                                                                  | −12.4 (9.7)                                                                                  | −6.9 (19.6)                                                                                  | −0.7 (30.7)                                                                                  | 3.7 (38.7)                                                                                   | 7.7 (45.9)                                                                                   | 10.2 (50.4)                                                                                  | 9.3 (48.7)                                                                                   | 5.1 (41.2)                                                                                   | −2.0 (28.4)                                                                                  | −9.8 (14.4)                                                                                  | −15.3 (4.5)                                                                                  | −2.3 (27.9)                                                                                  |
| Tối thiểu trung bình ngày °C (°F)                                                            | −24.8 (−12.6)                                                                                | −21.6 (−6.9)                                                                                 | −15.4 (4.3)                                                                                  | −8.1 (17.4)                                                                                  | −2.9 (26.8)                                                                                  | 1.4 (34.5)                                                                                   | 4.2 (39.6)                                                                                   | 3.5 (38.3)                                                                                   | −0.6 (30.9)                                                                                  | −8.7 (16.3)                                                                                  | −17.7 (0.1)                                                                                  | −23.4 (−10.1)                                                                                | −9.5 (14.9)                                                                                  |
| Lượng Giáng thủy trung bình mm (inches)                                                      | 1.9 (0.07)                                                                                   | 2.8 (0.11)                                                                                   | 9.0 (0.35)                                                                                   | 16.9 (0.67)                                                                                  | 44.7 (1.76)                                                                                  | 74.5 (2.93)                                                                                  | 114.8 (4.52)                                                                                 | 98.4 (3.87)                                                                                  | 59.8 (2.35)                                                                                  | 15.5 (0.61)                                                                                  | 2.9 (0.11)                                                                                   | 0.8 (0.03)                                                                                   | 442 (17.38)                                                                                  |
| Số ngày giáng thủy trung bình (≥ 0.1 mm)                                                     | 3.2                                                                                          | 3.9                                                                                          | 7.5                                                                                          | 9.1                                                                                          | 14.3                                                                                         | 17.5                                                                                         | 20.4                                                                                         | 19.5                                                                                         | 14.8                                                                                         | 7.0                                                                                          | 3.0                                                                                          | 1.7                                                                                          | 121.9                                                                                        |
| Số ngày tuyết rơi trung bình                                                                 | 4.6                                                                                          | 5.8                                                                                          | 10.0                                                                                         | 11.5                                                                                         | 12.4                                                                                         | 2.8                                                                                          | 0.8                                                                                          | 0.7                                                                                          | 5.1                                                                                          | 8.6                                                                                          | 3.9                                                                                          | 2.3                                                                                          | 68.5                                                                                         |
| Độ ẩm tương đối trung bình (%)                                                               | 50                                                                                           | 47                                                                                           | 48                                                                                           | 52                                                                                           | 59                                                                                           | 66                                                                                           | 71                                                                                           | 73                                                                                           | 71                                                                                           | 63                                                                                           | 54                                                                                           | 50                                                                                           | 59                                                                                           |
| Số giờ nắng trung bình tháng                                                                 | 209.1                                                                                        | 206.4                                                                                        | 229.9                                                                                        | 238.4                                                                                        | 239.4                                                                                        | 216.6                                                                                        | 218.8                                                                                        | 220.2                                                                                        | 203.4                                                                                        | 240.2                                                                                        | 222.8                                                                                        | 207.4                                                                                        | 2.652,6                                                                                      |
| Phần trăm nắng có thể                                                                        | 68                                                                                           | 67                                                                                           | 62                                                                                           | 60                                                                                           | 54                                                                                           | 49                                                                                           | 49                                                                                           | 53                                                                                           | 55                                                                                           | 71                                                                                           | 75                                                                                           | 71                                                                                           | 61                                                                                           |
| Nguồn: China Meteorological Administration                                                   |                                                                                              |                                                                                              |                                                                                              |                                                                                              |                                                                                              |                                                                                              |                                                                                              |                                                                                              |                                                                                              |                                                                                              |                                                                                              |                                                                                              |                                                                                              |